# استنلی کامل
استنلی کمل (انگلیسی: Stanley Kamel؛ ۱ ژانویهٔ ۱۹۴۳ – ۸ آوریل ۲۰۰۸ (۶۵ سال)) یک هنرپیشه اهل ایالات متحده آمریکا بود. وی بین سال‌های ۱۹۶۹ تا ۲۰۰۸ میلادی فعالیت می‌کرد. او بر اثر عارضه قلبی در گذشت.